# Гомеотипні мінерали
Мінерали гомеотипні (рос. минералы гомеотипные, англ. homeotypic minerals; нім. homeotypische (isodesmische) Minerale n pl) — те саме, що мінерали ізодесмічні.
Тобто мінерали з однаковим типом зв'язку між структурними одиницями. До них належать прості речовини, сульфіди і кисневі сполуки.